# Ferrovia Canicattì-Caltagirone
La ferrovia a scartamento ridotto Canicattì-Caltagirone (o più precisamente Canicattì-San Michele di Ganzaria) era una ferrovia della Sicilia centrale in parte già costruita ma non attivata (tra Canicattì e Riesi) e in parte solo progettata (tra Riesi e San Michele di Ganzaria). Il tratto tra San Michele di Ganzaria e Caltagirone (aperto nel 1930) sarebbe dovuto risultare in comune con la linea Dittaino-Caltagirone.

## Storia

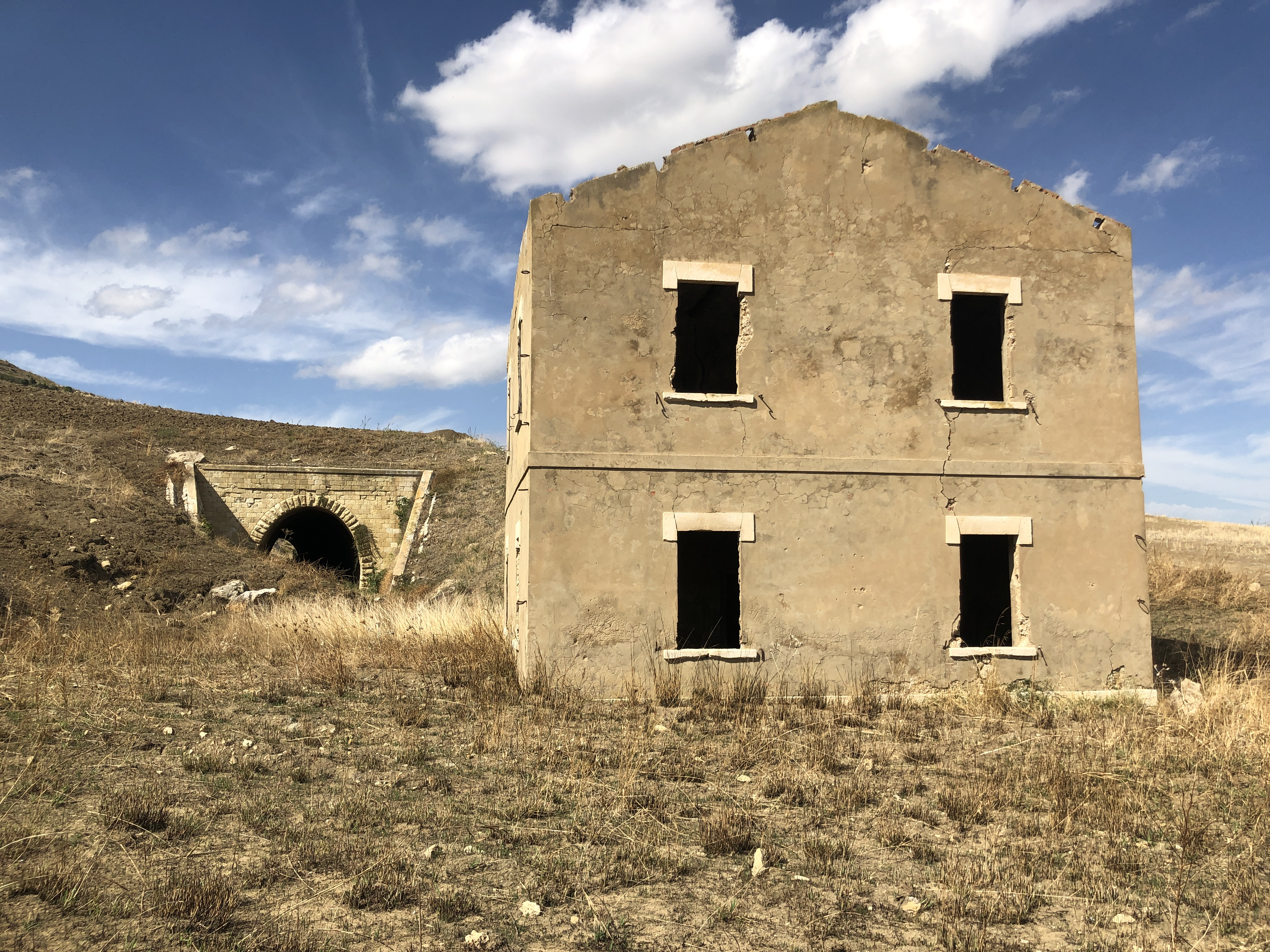
Galleria nei pressi di Sommatino

Anche questa ferrovia venne concepita in funzione delle esigenze dell'industria mineraria dello zolfo e per permettere lo spostamento dei minatori pendolari che dalle varie località si dovevano recare al lavoro nelle tante miniere di zolfo nel territorio dei comuni circostanti. In particolare la linea attraversava l'area su cui sorgeva uno dei bacini più importanti e redditizi del nisseno, la miniera Trabia-Tallarita, ma come tante altre linee secondarie della Sicilia fu costruita con grande ritardo rispetto alle necessità, divenendo inutile allo scopo iniziale anche se, realizzata, avrebbe costituito un itinerario diretto e più breve tra Catania ed Agrigento, via Caltagirone e Canicattì.; caldeggiata assieme alla pletorica quantità di linee finanziabili in seguito alla Legge Baccarini del 1879, venne tuttavia costruita molto tempo appresso. Il maggiore tra quelli attraversati era il complesso minerario Trabia-Tallarita, che si estende tra i comuni di Sommatino e Riesi; si tratta di un vasto giacimento, attraversato dal fiume Salso, che affiora alla superficie nelle località di Rocca Messana, Maracchella, la Montagna, Olivella, Solfarella, Solfara Grande, Tallarita, Palladio, Rocca d'Amo e Pizzo di Conte Bosco. Nel 1904, allo scopo di aumentare la quantità di minerale trasportato agli imbarchi portuali, fu costruita una teleferica della lunghezza di 10 km tra i piazzali di raccolta della miniera Trabia-Tallarita e la stazione di Campobello di Licata, posta sulla linea ferroviaria Canicattì-Licata-Siracusa, allo scopo di caricare lo zolfo sui carri ferroviari per portarlo ai porti di Licata, Terranova (Gela) e Siracusa. Tuttavia, data l'importanza crescente delle raffinerie della città di Catania, nella quale operavano le più grandi società del settore zolfifero, e del Porto di Catania, si rese sempre più necessaria la costruzione della ferrovia che, attraversando direttamente l'area mineraria e congiungendosi alla Caltagirone-Catania, già attiva dal 31 ottobre 1892, abbreviasse il percorso per quest'ultima località, riducendo consistentemente i costi di commercializzazione. Con l'avvento dell'amministrazione FS, nel 1906 vennero ripresi tutti i progetti che erano rimasti inevasi e tra il 1911 e il 1914 un certo numero di linee siciliane vide la luce. Tuttavia l'iter della Canicattì-Caltagirone procedette a rilento fino allo scoppio della prima guerra mondiale, che bloccò del tutto ogni lavoro pubblico. Dopo la fine della guerra vennero finalmente iniziati i lavori tra Canicattì e Delia; la relazione finanziaria del Ministero delle Comunicazioni-Direzione Generale delle Ferrovie dello Stato, pubblicata nel 1922, indicava come in avanzato stato di progettazione i tronchi Delia-Sommatino e Sommatino-Riesi. In corso d'opera si venne ad evidenziare il fatto che la linea, se realizzata a scartamento normale, avrebbe anche ridotto consistentemente il tempo necessario ai treni viaggiatori tra Catania e Agrigento/Licata; così la tratta Sommatino-Riesi venne realizzata con sagoma adatta allo scartamento ordinario della già esistente linea per Catania. La previsione del progetto era di allacciare l'ulteriore tratta da Riesi a San Michele di Ganzeria, sulla Piazza Armerina-Caltagirone, risparmiando sulle spese di tracciato; quest'ultima tratta venne aperta nel 1930 a scartamento ridotto e molto rimaneggiata nell'esecuzione, forse perché si prevedeva di doverla riarmare a doppio scartamento.
I lavori comunque procedettero molto a rilento, anche perché la crisi del 1929 aveva colpito abbondantemente anche il commercio dello zolfo, già contratto a causa della concorrenza americana. La sfortunata ferrovia tuttavia non fu mai inaugurata perché con l'entrata in guerra dell'Italia i binari e le attrezzature in ferro vennero distolti per l'uso nell'industria bellica. Nel dopoguerra i lavori, allora affidati al Ministero dei lavori pubblici vennero ripresi, frammentariamente e con esasperante lentezza, insieme a quelli della tratta Caltagirone-Gela; tuttavia in questo caso non vennero completati e furono definitivamente abbandonati, con totale sperpero del denaro pubblico, nei primi anni cinquanta. Della tratta Canicattì-Riesi di 34,25 km, nonostante fosse già stata completata la sede, si decise di interrompere la costruzione prima della posa delle rotaie e della messa in condizioni di operatività; per questa erano già state realizzate anche le stazioni, ma venne definitivamente dismessa con decreto pubblicato sulla Gazzetta Ufficiale della Regione Siciliana.
Il complesso minerario rimase attivo sino al 1975.

## Caratteristiche

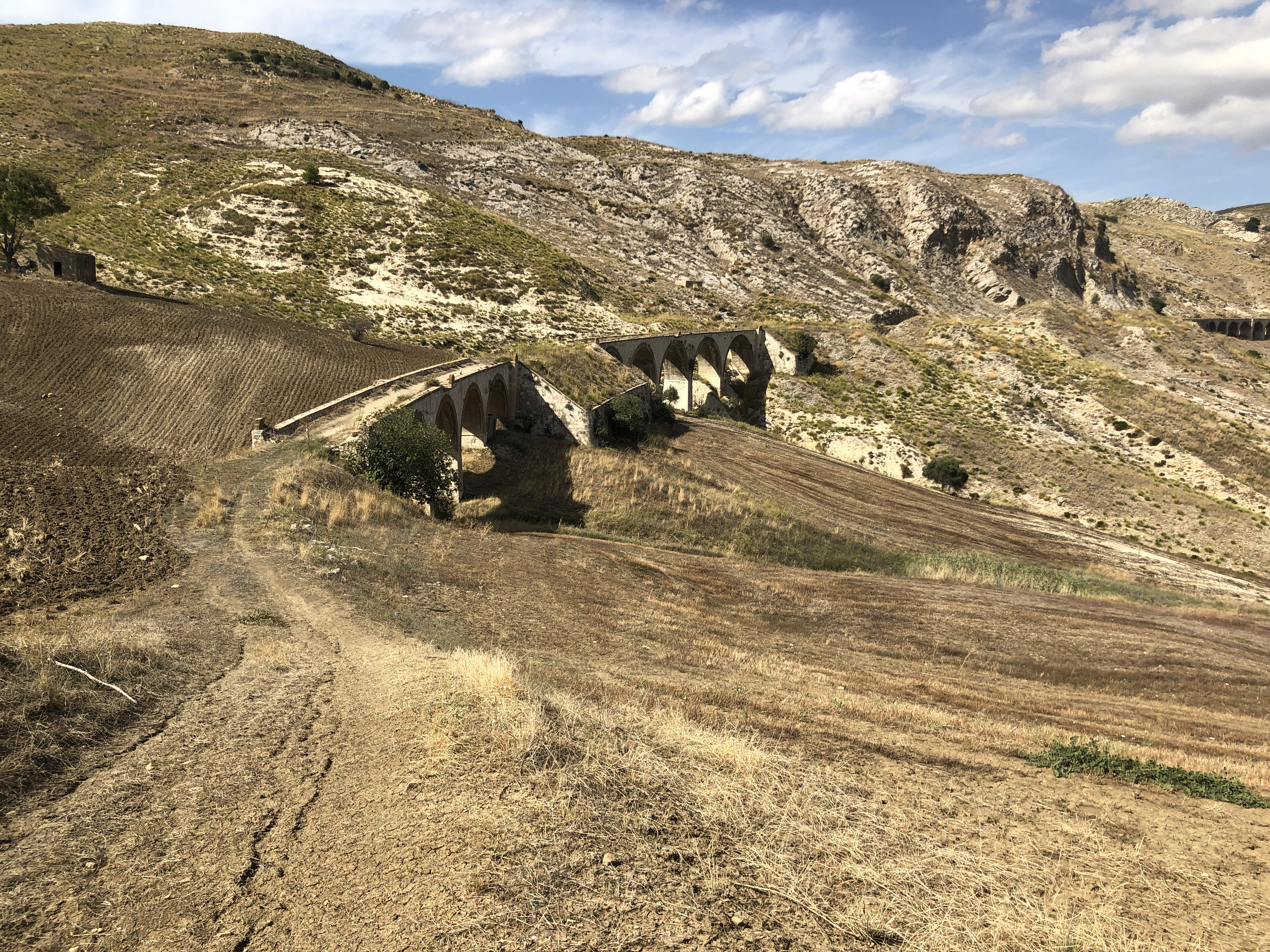
Ponte nei pressi di Sommatino

Secondo il progetto iniziale la ferrovia avrebbe ricevuto i binari a scartamento ridotto 0,95 mm. Il secondo tratto venne tuttavia costruito già con sagoma delle gallerie e della sede adatti allo scartamento normale.
Il tracciato della ferrovia aveva inizio dal piazzale a sud ovest della Stazione di Canicattì e all'uscita della stazione scavalcava con un ponte ad una arcata la linea a scartamento normale per Licata e Siracusa curvando decisamente ad est in direzione di Delia dove incontrava il primo gruppo di miniere Falzirotta-Failla lungo la vallata del fiume Gibbesi percorrendo la quale si dirigeva verso il cuore dell'area mineraria raggiungendo Sommatino, che veniva contornato proseguendo verso la vallata del fiume Salso. Qui era infatti situato, a cavallo del fiume che veniva attraversato con imponente viadotto, il grande complesso minerario Trabia-Tallarita. Lasciata la valle dopo un'altra miniera, la Portella di pietra (tra Sommatino e Riesi), si inerpicava poi verso Riesi con un ardito percorso elicoidale, parte allo scoperto e parte in galleria. Il successivo percorso, se realizzato avrebbe raggiunto Mazzarino e l'altra miniera di Gallitano, poi San Cono e San Michele di Ganzaria. Qui la stazione sarebbe divenuta di diramazione (anziché di transito) e la linea si sarebbe innestata sulla preesistente Ferrovia Dittaino-Piazza Armerina-Caltagirone.

## Percorso
Il percorso costruito in attesa di essere armato fu quello tra Canicattì e Riesi; il restante tratto era in parte in corso di costruzione fino agli anni cinquanta.
| Unknown route-map component "c" |  | Unknown route-map component "CONTgq" | Unknown route-map component "ABZ+lr" | Unknown route-map component "CONTfq" | Unknown route-map component "c" |

| Unknown route-map component "c" |  | Unknown route-map component "exKBHFa" | Station on track |  | Unknown route-map component "c" |

| Unknown route-map component "c" | Unknown route-map component "exCONTgq" | Unknown route-map component "exABZgr" | Unknown route-map component "kSTR3" |  | Unknown route-map component "c" |

| Unknown route-map component "c" | Unknown route-map component "CONTgq" | Unknown route-map component "xkKRZr+1o" | Unknown route-map component "kSTRc4" |  | Unknown route-map component "c" |

| Unknown route-map component "c" |  | Unknown route-map component "exSTR" |  |  | Unknown route-map component "c" |

| Unknown route-map component "c" |  | Unknown route-map component "exBHF" |  |  | Unknown route-map component "c" |

| Unknown route-map component "c" |  | Unknown route-map component "exHST" |  |  | Unknown route-map component "c" |

| Unknown route-map component "c" |  | Unknown route-map component "exBHF" |  |  | Unknown route-map component "c" |

| Unknown route-map component "c" |  | Unknown route-map component "exHST" |  |  | Unknown route-map component "c" |

| Unknown route-map component "c" |  | Unknown route-map component "exBHF" |  |  | Unknown route-map component "c" |

| Unknown route-map component "c" |  | Unknown route-map component "exhKRZWae" |  |  | Unknown route-map component "c" |

| Unknown route-map component "c" |  | Unknown route-map component "exSTR" + Unknown route-map component "lKRZu+F" |  |  | Unknown route-map component "c" |

| Unknown route-map component "c" | Unknown route-map component "ex3STR+1" | Unknown route-map component "ex3KRZu-" | Unknown route-map component "ex3STR+4" |  | Unknown route-map component "c" |

| Unknown route-map component "c" | Unknown route-map component "exTUNNEL1" | Unknown route-map component "exTUNNEL1" | Unknown route-map component "exSTR" |  | Unknown route-map component "c" |

| Unknown route-map component "c" | Unknown route-map component "exSTRl" | Unknown route-map component "exSTRr" | Unknown route-map component "exSTR" |  | Unknown route-map component "c" |

| Unknown route-map component "c" |  |  | Unknown route-map component "exhKRZWae" |  | Unknown route-map component "c" |

| Unknown route-map component "c" |  |  | Unknown route-map component "exBHF" |  | Unknown route-map component "c" |

| Unknown route-map component "c" |  |  | Unknown route-map component "exLSTR" |  | Unknown route-map component "c" |

| Unknown route-map component "c" |  |  | Unknown route-map component "exLBHF" |  | Unknown route-map component "c" |

| Unknown route-map component "c" |  |  | Unknown route-map component "exLSTR" |  | Unknown route-map component "c" |

| Unknown route-map component "c" |  |  | Unknown route-map component "exLBHF" |  | Unknown route-map component "c" |

| Unknown route-map component "c" |  |  | Unknown route-map component "exLSTR" |  | Unknown route-map component "c" |

| Unknown route-map component "c" | Unknown route-map component "exSTR+l" | Unknown route-map component "exBHFq" | Unknown route-map component "exABZr+r" |  | Unknown route-map component "c" |

| Unknown route-map component "c" | Unknown route-map component "exSTR" |  | Unknown route-map component "exSTRl" | Unknown route-map component "exCONTfq" | Unknown route-map component "c" |

| Unknown route-map component "excCONTgq" | Unknown route-map component "exSTRr" |  |  |  | Unknown route-map component "c" |